# Caisteal Grugaig

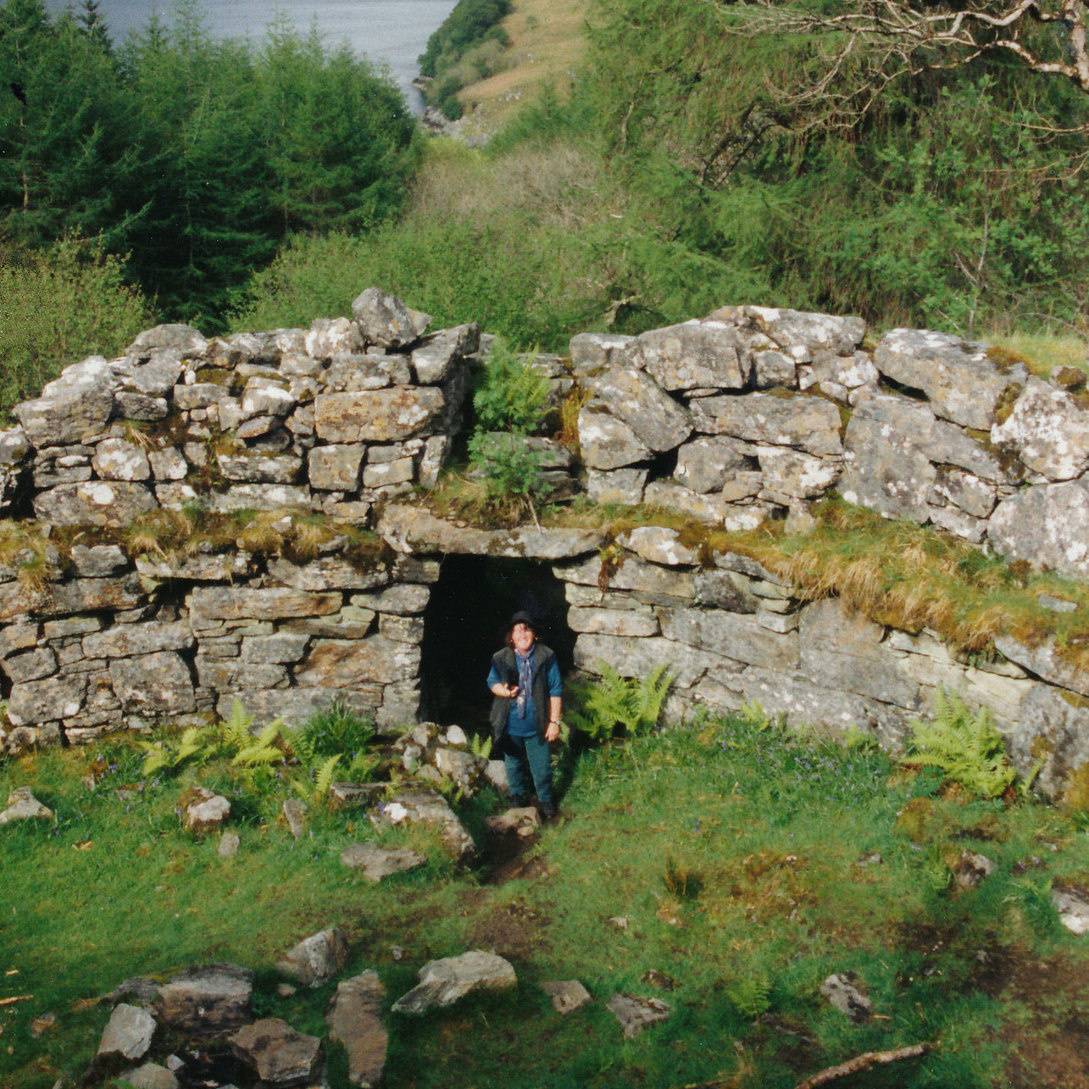
Caisteal Grugaig – Innenseite des Durchgangs

Caisteal Grugaig (auch Dun Totaig oder Totaig Broch auch „Castle oft the Witch“ – dt. Hexenburg genannt) liegt auf einer niedrigen Terrasse nordwestlich von Letterfearn am Loch Alsh, in der Nähe von Loch Duich und Loch Long in den Highlands in Schottland. Das aus großen Steinen errichtete Caisteal Grugaig ist ein Broch aus der Eisenzeit vom Ende des 1. Jahrtausends v. Chr. Es ist nicht mit den nicht weit entfernten Dun Grugaig (Glenelg) und Dun Grugaig (Skye) auf Skye zu verwechseln.
Der Innenraum wurde im Jahre 1899 geräumt, so dass viele Strukturmerkmale trotz des zerstörten Zustandes sichtbar sind. Der Broch hat etwa 16,5 m Außen- und 9,6 m Innendurchmesser. Der unregelmäßige Boden im Inneren ist die natürliche Oberfläche des Felsens und fällt von Südwesten nach Nordosten um etwa 1,5 m ab. Der Zugang liegt am tiefsten Punkt und hat (wie Dun Dornaigil und der Broch von Culswick) einen dreieckigen Sturz. Ein Türanschlag mit einem Verriegelungsloch liegt rechts, und eine jetzt blockierte Wächterzelle (englisch guard-cell) befindet sich auf der linken Seite. In der Innenwand liegt ein kleiner Zugang in eine runde Zelle mit hohem Kraggewölbe. Daneben liegt ein größerer Zugang zu einer kurzen Treppe, die auf eine höhere Ebene ansteigt, die teilweise durch einen Sturz verschlossen ist. Vom Gang führt ein Zugang auf eine innere Ebene, während die Treppe weiter nach oben führte.
Der hohe Zugang ist ein Merkmal, das vermutlich in vielen Brochs vorhanden war, aber nur noch selten erhalten ist (Broch von Rhiroy). Er führte auf einen Holzboden, der weniger als einen Meter über dem Boden von einem Randsims getragen wurde und die untere Nutzungsebene markiert. Auf der gegenüberliegenden Seite öffnet sich ein Gang in zwei lange Zellen, die in der Mauer nach rechts und links laufen, aber durch Trümmer blockiert und daher schlecht sichtbar sind. Solch lange Zellen können wie Souterrains genutzt worden sein.
In der Nähe liegen das Eilean Donan Castle und die Brochs Dun Telve und Dun Troddan.